# Jasmin Kähärä
Jasmin Kähärä, född 4 maj 2000 i S:t Michel, är en finländsk längdåkare som tävlar i världscupen. I Olympiska vinterspelen 2022 körde hon sprinten och blev tjugosexa i finalen. På finska juniormästerskapen 2022 i Kuopio tog hon guld i 20 kilometer klassiskt.
Hennes lillasyster Jessica Kähärä är friidrottare på elitnivå.